# カスパーゼ-5
カスパーゼ-5(Caspase 5, EC 3.4.22.58)は、アスパラギン酸残基の位置で他のタンパク質を分解する酵素である。カスパーゼと呼ばれるシステインプロテアーゼのファミリーに属する。カスパーゼ-1、カスパーゼ-4、またネズミ亜科の持つカスパーゼ-4のホモログであるカスパーゼ-11とともに、炎症性カスパーゼに分類され、免疫系において役割を持つ。